# Castilla elastica
Castilla elastica, o Arbre de la goma de Panamà, és un arbre, una planta nativa de zones tropicals Mèxic, Amèrica Central, i nord d'Amèrica del Sud. Va ser la principal font de làtex entre els pobles precolombins mesoamericans. El seu làtex es convertia en una goma útil, per exemple per fer-ne les pilotes dels jocs cerimonials, mitjançant la seva mescla amb l'espècie Ipomoea alba. El nom nàhuatl per l'arbre Castilla elastica és olicuáhuitl; en castellà rep el nom de palo de hule.

## Subespècies
- Castilla elastica ssp. costaricana (Liebm.) C.C.Berg
- Castilla elastica ssp. elastica (Castilloa rubber)